# Діти моря (фільм)
«Діти моря» — радянський художній фільм 1964 року, знятий режисером Костянтином Піпінашвілі на кіностудії «Грузія-фільм».

## Сюжет
На дні Чорного моря чимало суден, що затонули у війну. І серед них сейнер "Надія". Коли водолази піднімають його з дна моря, капітан Вахтанг Ніжарадзе згадує свою юність.

## У ролях
- Коте Даушвілі — Ботсо
- Іраклій Учанейшвілі — Вахтанг Ніжарадзе
- Отар Коберідзе — моряк Гурам
- Лія Еліава — Лейла
- Нодар Мгалоблішвілі — Нодар
- Давид Абашидзе — Гоча
- Йосип Лагідзе — Гурам
- Вахтанг Нінуа — Карчава
- Родам Челідзе — Елгуджа
- Тенгіз Даушвілі — Гоча
- Ліа Капанадзе — Етері
- Юсуф Кобаладзе — епізод
- Александре Купрашвілі — Іван
- Мая Піпінашвілі — епізод
- Нодар Піранішвілі — Гіга
- Карло Саканделідзе — епізод
- Тінатін Сепертеладзе — Маклава
- Мераб Хінікадзе — епізод
- Манучар Шервашидзе — Амбросій
- Манана Егадзе — Мція
- Карло Глонті — епізод

## Знімальна група
- Режисер — Костянтин Піпінашвілі
- Сценаристи — Костянтин Піпінашвілі, Георгій Хухашвілі
- Оператор — Георгій Челідзе
- Композитор — Гія Канчелі
- Художник — Євген Мачаваріані